# Donax variegatus
Donax variegatus är en musselart. Donax variegatus ingår i släktet Donax och familjen Donacidae. Inga underarter finns listade i Catalogue of Life.